# Tuy An Nam
Tuy An Nam là một xã thuộc tỉnh Đắk Lắk, Việt Nam.

## Địa lý
- Phía Đông giáp biển Đông
- Phía Tây giáp xã Vân Hòa
- Phía Nam giáp xã Phú Hòa 2 và phường Bình Kiến
- Phía Bắc giáp xã Tuy An Tây và Ô Loan.[2]

## Lịch sử
Ngày 16 tháng 6 năm 2025, Ủy ban Thường vụ Quốc hội ban hành Nghị quyết số 1660/NQ-UBTVQH15 về việc sắp xếp các đơn vị hành chính cấp xã của tỉnh Đắk Lắk năm 2025 (có hiệu lực từ ngày 1 tháng 7 năm 2025). Trong đó, hợp nhất các xã An Thọ, An Mỹ và An Chấn thành xã Tuy An Nam.